# Sui He
Sui He (Wenzhou, 23 settembre 1990) è una modella cinese.

## Biografia
Sui Era nasce il 23 settembre 1990 a Wenzhou, Zhejiang, in Cina, una piccola città a 6 ore da Pechino. Da ragazza sognava di essere una donna d'affari e Kate Moss era la sua icona di moda. È stata un membro della squadra di nuoto della sua città per sette anni, e nel periodo scolastico presidente di classe.

## Carriera
Partecipa ad un concorso di modelle nel 2006, quando aveva 17 anni, e vincendolo firma un contratto con la China Bentley Culture Development Co a Pechino, e inizia la carriera di modella locale fino al 2010 a causa degli impegni con la scuola. Fa il suo debutto in passerella nella stagione primavera/estate del 2011, ma la vera svolta di ha nella stagione autunno/inverno in cui apre lo show di Ralph Lauren ma sfila anche per Vivienne Tam, Dolce&Gabbana, Shiatzy Chen e Dries van Noten. Negli anni successivi sfila anche per Chanel, Dior, Helmut Lang, Hermes, Hervé Léger, Jean Paul Gaultier, Missoni, Mugler, Oscar de la Renta e molti altri.
Dal 2011 sfila per Victoria's Secret, diventando la seconda modella cinese a sfilare per la casa di moda dopo Liu Wen. Nel 2012, Sui è stata scelta da Shiseido per essere la prima testimonial asiatica mondiale. Nel 2013 viene scelta per essere giudice di Cina Next Top Model.

## Agenzie
- Fashion Model Management - Milano
- Premium Models - Parigi
- New York Model Management
- L.A. Models
- View Management - Barcellona

## Campagne pubblicitarie
- Banana Republic (2015)
- Bloomingdale's (2015)
- Brunello Cucinelli P/E (2011)
- Calzedonia A/I (2018)
- Elisabeth Arden (2021)
- Folli Fiollie P/E (2013) A/I (2013)
- H&M P/E (2013) A/I (2012;2018)
- H&M Holiday (2011)
- H&M Icons P/E (2014)
- Karl by Karl Lagerfeld P/E (2012) A/I (2012)
- Lane Crawford P/E (2012)
- Lane Crawford New Collections A/I (2011)
- Max & Co P/E (2014)
- Mercedes Benz Fashion Spring (2013)
- Printemps Christmas (2012)
- Ralph Lauren A/I (2011) spring (2024)
- Ralph Lauren Denim & Supply (2011)
- Ralph Lauren Holiday (2011)
- Roberto Cavalli P/E (2013)
- Shanghai Tang A/I (2012)
- Shiatzy Chen A/I (2019)
- Shiseido (2012-presente)
- Victoria's Secret (2018-2019;2023)